# Калиновка (село, Ігринський район)
Кали́новка (рос. Калиновка) — село (колишнє селище) в Ігринському районі Удмуртії, Росія.

## Населення
Населення — 183 особи (2010; 210 в 2002).
Національний склад станом на 2002 рік:
- росіяни — 49 %
- удмурти — 48 %

## Урбаноніми[3]
- вулиці — Болотна, Заводська, Пісочна, Уральська